# Моленье о счастье
«Моление о счастье» (кит. 祝福) — китайский художественный фильм режиссёра Сан Ху, снят по одноимённой повести писателя Лу Синя. Фильм стал первой успешной попыткой экранизации произведения этого автора.
Сюжет разворачивается вокруг истории овдовевшей Сян Линь, которую свекровь насильно выдала замуж. По древним обычаем вторичное замужество — тяжкий грех, и Сян Линь суждено понести суровое наказание. Но не злой рок и не случайное стечение обстоятельств превращают Сян Линь в жалкую, забытую всеми старуху. Вековечная крестьянская нужда, невежество — весь уклад жизни отнимает у неё не только счастье, но даже право на то, чтобы вымаливать себе это счастье у неба…
Трагический финал жизни Сян Линь в самом рассказе преподносится в самом начале истории, тогда как режиссёр фильма сохранил линейную модель повествования. Также режиссёр отказался от повествования от первого имени, заменив его на рассказ от третьего лица. Все эти и некоторые другие изменения, по мнению С. Торопцева, не добавили фильму ничего нового, даже наоборот — в плане повествования и передачи художественных деталей картина значительно проигрывает своему оригиналу.